# سفر (کتاب بلر)
سَفَر (به انگلیسی: A Journey) عنوان کتابی است از تونی بلر، نخست وزیر پیشین بریتانیا که در ۱ سپتامبر ۲۰۱۰ منتشر شد. این کتاب مشتمل بر خاطرات سیاسی و شغلی بلر است.
در این کتاب، بیش تر از مسائل داخلی بریتانیا، به سیاست خارجی پرداخته شده‌است.
در کتاب سفر، تونی بلر انتقادات فراوانی به گوردون براون وارد نموده و او را عامل عقیم ماندن اصلاحات حزب کارگر معرفی کرده‌است.
در خصوص جنگ عراق، بلر ضمن اظهار تاسف از خسارات و صدمات فراوان جنگ، وقوع آن‌ها را اجتناب ناپذیر دانسته و تصریح کرده که از شرکت در جنگ عراق پشیمان نیست. او همچنین بی بی سی را به ارائه گزارش‌های مغرضانه علیه دولت او در زمان جنگ متهم کرده‌است.
در قسمت‌های پایانی کتاب نیز به برنامه هسته‌ای ایران اشاره شده‌است. تونی بلر ایران را برای غرب خطرناک تر از همسایگان عربش توصیف می‌کند.